# 136 (nombre)
Cet article concerne le nombre 136. Pour l'année, voir 136 et -136.
136 (cent trente-six) est l'entier naturel qui suit 135 et qui précède 137.

## En mathématiques
Cent trente-six est :
- un facteur du nombre d'Eddington,
- le 16e nombre triangulaire (donc le 6e nombre ennéagonal centré),
- le 10e nombre triangulaire centré.

## Dans d'autres domaines
Ligne 136 .

## Toujours plus
136, c'est aussi un excès de vitesse
136 adoptions
Et un selfie de 136 ans